# 鳥井信吾

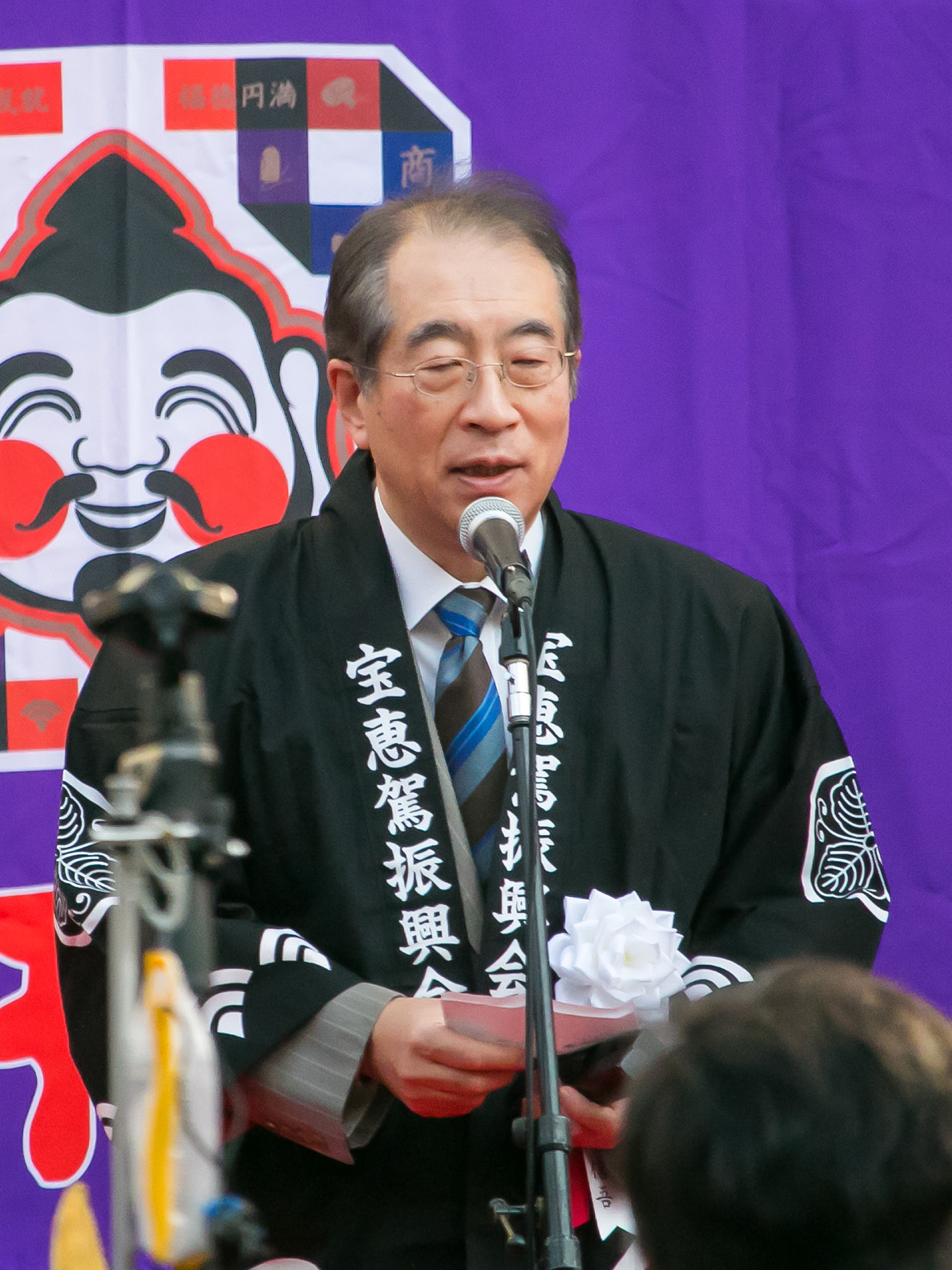
鳥井信吾（2017年1月10日、今宮戎神社十日戎宝恵駕行列出発セレモニーにて）

鳥井 信吾（とりい しんご 1953年1月18日 - ）は、日本の実業家、サントリーホールディングス代表取締役副会長、3代目マスターブレンダー。大阪府出身

## 経歴
- 1968年3月 甲南中学校卒業[1]
- 1971年3月 甲南高校卒業[1]
- 1975年3月 甲南大学理学部卒業[1]
- 1979年6月 アメリカ・南カリフォルニア大学大学院（微生物遺伝学）修了、理学修士（MS）[2]
- 1980年4月 伊藤忠商事入社[3]
- 1983年6月 サントリー入社[3]
- 1992年3月 サントリー取締役[4]
- 1993年4月 大阪青年会議所理事長就任
- 1999年3月 サントリー常務取締役[3]
- 2001年3月 サントリー代表取締役専務取締役[4]
- 2002年3月 サントリーマスターブレンダー就任[4]
  - 6月 学校法人雲雀丘学園理事長就任
  - 7月 社会福祉法人邦寿会理事長就任
- 2003年3月 サントリー代表取締役副社長[4]
  - 4月 在大阪デンマーク王国名誉領事就任
- 2011年7月 大阪日米協会会長[5]
- 2012年 関西経済同友会代表幹事[4]

- 2012年 OSK日本歌劇団支援委員会副会長[4]

- 2014年 大阪商工会議所副会頭[4]
  - 6月 ビームサントリー取締役[3]
  - 10月 サントリーホールディングス代表取締役副会長[6]
- 2015年6月 ロート製薬社外取締役就任[7]
- 2020年
  - 1月31日 在大阪スペイン王国名誉領事[4]
  - 2月19日 象印マホービン社外取締役[8]
  - 6月26日 ダイキン工業社外取締役[9]
- 2022年 大阪商工会議所会頭[10]

## 家族
父はサントリー名誉会長の鳥井道夫。2代目社長の佐治敬三は伯父、3代目社長の鳥井信一郎、4代目社長の佐治信忠は従兄にあたる。

## マスターブレンダー
サントリーの看板商品の1つであるウイスキーについて、ブレンドの総責任者であるマスターブレンダー（3代目）を務めているが、アルコールは水割り1杯、ビール2-3杯程度と強いということではない。